# 정읍동초등학교
정읍동초등학교는 대한민국 전북특별자치도 정읍시 장명동에 있는 공립 초등학교이다.

## 학교 연혁
- 1912년 5월 1일 정읍공립보통학교 개교
- 1938년 4월 1일 정읍제일공립심상소학교로 개칭
- 1941년 4월 1일 정읍동공립국민학교로 개칭
- 1945년 11월 13일 정읍서공립국민학교 10학급 분리
- 1959년 7월 1일 정읍남국민학교 4학급 분리
- 1970년 3월 1일 동신국민학교 11학급 분리
- 1982년 3월 10일 병설유치원 개원
- 1994년 6월 15일 본관 개축 공사 준공
- 1996년 3월 1일 정읍동초등학교로 명칭 변경
- 2020년 2월 7일 제107회 졸업식
- 2020년 3월 1일 초등 12학급, 특수 2학급, 유치원 1학급 편성
- 2021년 1월 8일 제108회 졸업식
- 2021년 3월 1일 초등 12학급, 특수 2학급, 유치원 1학급 편성

## 참고 자료
- 정읍동초등학교 - 한국교육학술정보원 학교알리미